# Língua latundê
O Latundê é uma língua indígena brasileira da família Nambikwara, falada na Terra Indígena Tubarão/Latundê no estado de Rondônia.